# Joachim Meischner
Joachim Meischner (* 13. August 1946 in Zwönitz) ist ein ehemaliger deutscher Biathlet, der für die DDR startete.
Joachim Meischner startete für die SG Dynamo Zinnwald. Sein größter Erfolg war gemeinsam mit Horst Koschka, Hansjörg Knauthe und Dieter Speer der Gewinn der Bronzemedaille mit der DDR-Staffel über 4 × 7,5 km bei den Olympischen Spielen 1972 in Sapporo. Bei den DDR-Meisterschaften gewann er 1971 hinter seinen Vereinskameraden Hansjörg Knauthe und Horst Koschka die Bronzemedaille im Einzel über 20 Kilometer. Mit der Staffel von Dynamo Zinnwald gewann er schon 1969 und 1970 gemeinsam mit Knauthe, Koschka und Manfred Beer den Titel, 1971 mit Günter Bartnik anstelle Beers. 1968 wurde er mit der zweiten Dynamo-Staffel Dritter der DDR-Titelkämpfe.